# Santa Cruz (Vinhais)
Santa Cruz is een voormalige plaats (freguesia) in de Portugese gemeente Vinhais
Sinds 24 september 2014 maakt Santa Cruz als gevolg van een bestuurlijke herindeling onderdeel uit van de freguesia União de Freguesias de Travanca e Santa Cruz. 
Santa Cruz ligt in het beschermde natuurpark Montesinho